# Fiorenzo Fiorentini
Pour les articles homonymes, voir Fiorentini.
Fiorenzo Fiorentini né à Rome le 10 avril 1920 et mort dans la même ville le 27 mars 2003 est un acteur, scénariste et compositeur italien.

## Filmographie partielle
- 1952 : Viva il cinema! de Giorgio Baldaccini et Enzo Trapani
- 1954 : Café chantant de Camillo Mastrocinque
- 1962 : Un dimanche romain  (italien : La domenica della buona gente)
- 1962 :  
  - Parigi o cara
  - Carmen di Trastevere
- 1963 :  
  - Gli onorevoli
  - Carmen 63  (italien : Carmen di Trastevere)
- 1965 :  Lo scippo
- 1968 :  
  - Le Prophète (Il profeta) de Dino Risi
  - Les Deux Croisés (I due crociati)
- 1970 :  La ragazza del prete
- 1971 :  Er Più – storia d'amore e di coltello
- 1973 :  La Tosca
- 1981 : L'assistente sociale tutta pepe e tutta sale de Nando Cicero
- 1986 :  La Storia
- 1992 : Soupe de poissons (Zuppa de pesce) de Fiorella Infascelli